# Robert Buser
Robert Buser (1857 - 1931) fue un botánico suizo.

## Biografía
Desde 1877, Robert Buser estudia en la Universidad de Zúrich. En 1897, a los cuarenta años, se casa con Charlotte Henriette Adèle Testuz. De anciano queda ciego.
Fue curador de 1884 a 1924 del "Herbario de Candolle", en Genf, Ginebra, y estudioso de los géneros Alchemilla L., Potentilla L. y Rosa L. (rosáceas), Androsace L. (primuláceas), Campanula L. (campanuláceas), Salix
L. (salicáceas), etc.

## Algunas publicaciones
- 1896. Sur quelques alchimilles du Caucase, 6 p.

- 1895. Alchimilles valaisannes. Ed. impr. Zürcher und Furrer, 35 p.

- 1894. Zur Kenntnis der Schweizerischen Alchimillen. Ed. K. J. Wyss. 44 p.

- 1894. Cypripedium ou Cypripedilum?. Reimpreso de Impr. Romet, 3 p.

- 1893. Notice biographique sur Louis Favrat de Lausanne. Ed. Impr. Romet, 10 p.

- 1867. Flora orientalis: sive, Enumeratio plantarum in oriente a Graecia et Aegypto ad Indiae fines hucusque observatarum. Con Boissier, E. 1161 p.

## Honores

### Eponimia
Género
- (Rubiaceae) Buseria T.Durand 1888[2]

Especies
- (Fabaceae) Ramirezella buseri (Micheli) Rose[3]

- (Rosaceae) Potentilla × buseri Siegfr. ex R.Keller[4]

- (Salicaceae) Salix × buseri Favrat [5]

- La abreviatura «Buser» se emplea para indicar a Robert Buser como autoridad en la descripción y clasificación científica de los vegetales.[6]